# Esra Ruşan
Esra Ruşan (* 7. März 1983 in Göle) ist eine türkische Schauspielerin.

## Leben und Karriere
Ruşan wurde am 7. März 1983 in Göle geboren. Sie studierte an der Mimar Sinan Üniversitesi. Ihr Debüt gab sie 2006 in der Fernsehserie Arka Sokaklar. Außerdem bekam sie Rollen in Vatanım Sensin, Tal der Wölfe – Hinterhalt, Ayrılık, Aşk Yakar, Tatlı Küçük Yalancılar, Yarım Kalan Aşklar. Danach wurde sie für die Serie Ustura Kemal gecastet.  Zwischen 2020 und 2022 war sie in der Serie arasında Masumlar Apartmanı zu sehen.

## Theater
- 2007: Savaş İkinci Perdede Çıkacak
- 2011: Cam
- 2013: Sıkıyönetim
- 2014: Hayvan Çiftliği
- 2016: Nefesinizi Nasıl Tutarsınız?
- 2017: Limon Limon Limon Limon Limon
- 2017: Güneşte Yürümek
- 2017: Şafakta Buluş Benimle

## Filmografie
Filme
- 2010: Ada: Zombilerin Düğünü
- 2011: Küçük Günahlar
- 2016: Sıkıntı "Karabasan"
- 2016: Dünyanın En Güzel Kokusu
- 2017: Dünyanın En Güzel Kokusu 2
- 2021: Kimya

Serien
- 2006: Arka Sokaklar
- 2007: Tal der Wölfe – Hinterhalt
- 2007: Ayrılık
- 2008–2009: Aşk Yakar
- 2012: Ustura Kemal
- 2013: Saklı Kalan
- 2015: Tatlı Küçük Yalancılar
- 2017–2018: Vatanım Sensin
- 2019: Atiye
- 2020: Yarım Kalan Aşklar
- 2020–2022: Masumlar Apartmanı
- 2021: Ayak İşleri